# Leptormenis confusa
Leptormenis confusa är en insektsart som först beskrevs av Melichar 1902.  Leptormenis confusa ingår i släktet Leptormenis och familjen Flatidae. Inga underarter finns listade i Catalogue of Life.